# Каримсак
Каримса́к (каз. Қарымсақ) — село у складі Кербулацького району Жетисуської області Казахстану. Входить до складу Жайнак-батирського сільського округу.
У радянські часи село називалось Красногоровка.
Населення — 489 осіб (2021; 563 у 2009, 594 у 1999, 719 у 1989).